# TRS-3D
Das TRS-3D (Abkürzung für TELEFUNKEN Radar System - 3 Dimensionen) ist ein kohärentes Phased-Array Multimode-Erfassungsradar zur Überwachung und Waffenzuweisung, welches für den Einsatz auf Booten und Schiffen konzipiert wurde. Das 3D-Radar arbeitet im G-Band und ist für die Entdeckung und automatische Verfolgung von Luft- und Seezielen, besonders tieffliegender kleiner Ziele (Seaskimmer) mit geringer effektiver Reflexionsfläche vorgesehen. Das Multimodekonzept beinhaltet die Rundumsuche, eine automatische Zielerkennung, Verfolgungs-Initialisierung und Zielverfolgung von Luft- und Seezielen und Übergabe der Daten der aufgefassten Ziele an die Waffensysteme. Es ist in der Lage, bis zu 400 Ziele in maximal 200 km Entfernung zu verfolgen.
Das Radargerät ist aus Baugruppen des TRML-3D entstanden und ist modular aufgebaut. Es wurde früher vom Unternehmen DASA hergestellt, das im EADS-Konzern aufgegangen ist (seit Januar 2014 Airbus Defence and Space). Mit Ausgliederung der Elektroniksparte von Airbus Defence and Space Ende Februar 2017 ging dieser Unternehmensbereich in Hensoldt über.

## Versionen

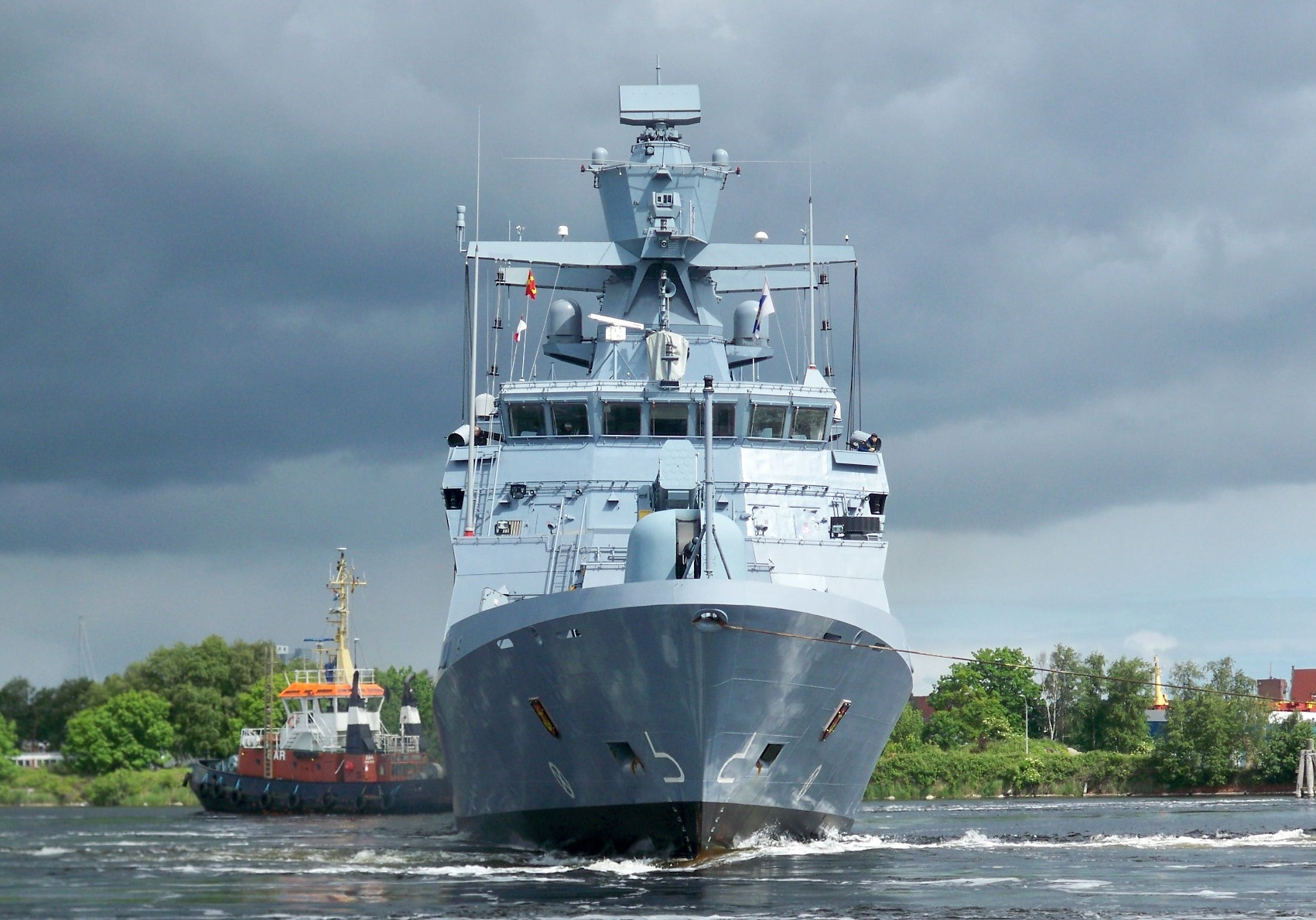
TRS-3D/16 auf der Mastspitze der Korvette Ludwigshafen am Rhein

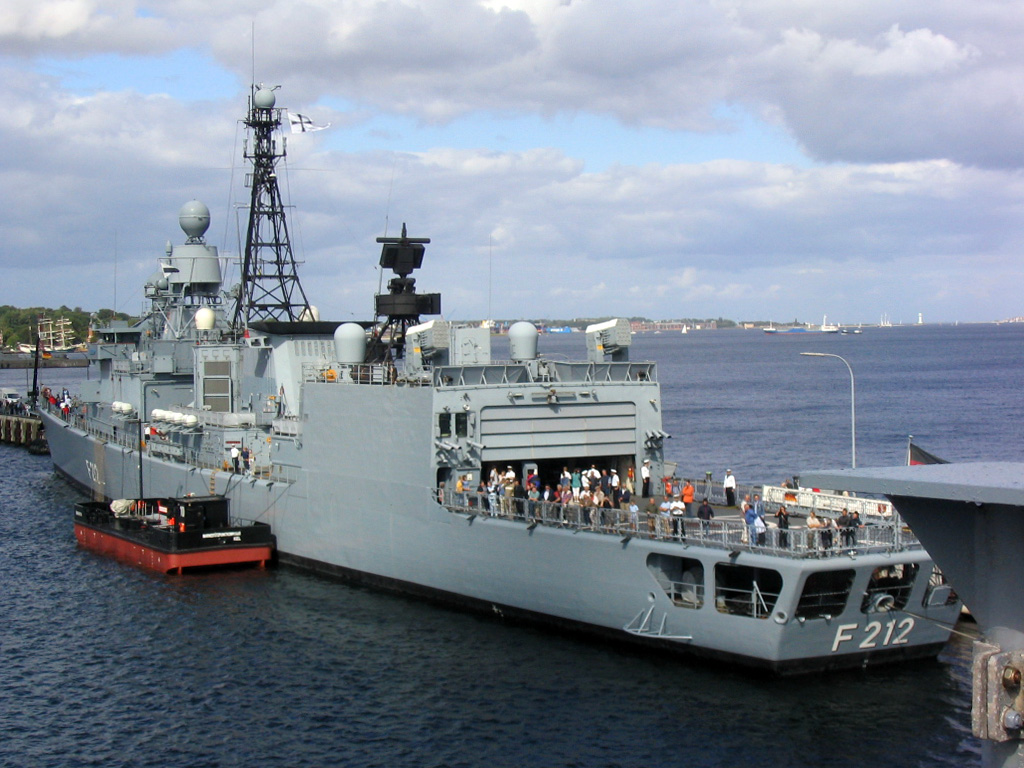
TRS-3D/32 auf der Fregatte „Karlsruhe“ (mittschiffs)

Das TRS-3D wird in zwei verschiedenen Versionen ausgeliefert, die an der Antenne unterschieden werden können.

### TRS-3D/16
Das TRS-3D/16 besitzt eine Phased-Array-Antenne, die aus 16 Zeilen besteht und in zwei Varianten angeboten wird. Die eine Variante hat eine mechanisch stabilisierte Plattform, welche die Schiffsbewegungen (Rollen und Stampfen) kompensiert. In der anderen Variante werden die Schiffsbewegungen elektronisch kompensiert (ES), so dass die mechanisch stabilisierte Plattform entfällt (Gewichtsvorteil). Im Antennengehäuse ist eine IFF-Antenne (Mode 5/S) integriert, die sich hinter dem gleichen Radom wie die Primärradarantenne befindet. Das TRS-3D/16, insbesondere in der ES-Variante, ist für einen Einsatz auf kleineren Schiffen und Booten bis zur Größe einer Korvette vorgesehen.

### TRS-3D/32
Das TRS-3D/32 besitzt ebenfalls eine Phased-Array-Antenne, die hier aus 32 Zeilen besteht. Damit ergibt sich eine etwas größere Reichweite und verbesserte Elevationsgenauigkeit für die Waffen-Voreinweisung (z. B. für RIM-116 RAM). Durch das größere Antennengehäuse und die erforderliche stabilisierte Plattform zur „roll and pitch“-Kompensation ist das TRS-3D/32 eher für leichte bis mittlere Fregatten geeignet. Die IFF-Antenne (Mode 5/S) befindet sich über der Hauptantenne.

## TRS-3D-Nutzer
Das TRS-3D wird in den verschiedenen Versionen auf mehr als 65 Schiffen mehrerer Staaten eingesetzt.
| Land               |                           | Klasse                        | Typ                                   | Dienstzeit | Anzahl       | Verdrängung | Länge    | Bemerkungen                                                                     |
| ------------------ | ------------------------- | ----------------------------- | ------------------------------------- | ---------- | ------------ | ----------- | -------- | ------------------------------------------------------------------------------- |
| Deutschland        | Emden (F 210)             | Bremen-Klasse (1982)          | Fregatte                              | seit 1982  | 8            | 3.680 t     | 130,5 m  | TRS-3D/32, Mitte der 1990er Jahre installiert                                   |
| Deutschland        | Braunschweig (F 260)      | Braunschweig-Klasse           | Korvette                              | seit 2008  | 5            | 1.840 t     | 89,12 m  | TRS-3D/16, mechanisch stabilisiert                                              |
| Vereinigte Staaten | USS Freedom (LCS-1)       | Freedom-Klasse                | Littoral Combat Ship                  | seit 2008  | 12 (geplant) | 2.800 t     | 115,5 m  | TRS-3D/16-ES                                                                    |
| Vereinigte Staaten | USCGC Bertholf (WMSL-750) | Legend-Klasse                 | US Coast Guard Cutter                 | seit 2008  | 8 (geplant)  | 4.500 t     | 127 m    | TRS-3D/16, Schiffe der Küstenwache                                              |
| Spanien            | Castilla (L52)            | Galicia-Klasse                | Amphibious Transport Dock             | seit 1998  | 2            | 13.000 t    | 160 m    | TRS-3D/16                                                                       |
| Dänemark           | Peter Tordenskiold (F356) | Niels-Juel-Klasse             | Korvette                              | 1980–2009  | 3            | 1.450 t     | 84 m     | TRS-3D/16                                                                       |
| Dänemark           | Storen (P555)             | Flyvefisken-Klasse (StanFlex) | Patrouillenboot                       | seit 1989  | 4 (von 14)   | 450 t       | 54 m     | TRS-3D/16; nur auf den 4 Einheiten mit Kampfrolle (Missionsmodule ASuw und ASW) |
| Finnland           | FNS Hanko (82)            | Hamina-Klasse                 | Schnellboot                           | seit 1998  | 4            | 250 t       | 51 m     | TRS-3D/16-ES                                                                    |
| Norwegen           | KV Nordkapp (W 320)       | Nordkapp-Klasse               | Offshore Patrol Vessel                | seit 1982  | 3            | 3.200 t     | 105,05 m | TRS-3D/16-ES, 2006 installiert                                                  |
| Norwegen           | KV Svalbard (W303)        | Svalbard (Einzelschiff)       | Offshore Patrol Vessel und Eisbrecher | seit 2001  | 1            | 6.375 t     | 103,7 m  | TRS-3D/16-ES, Schiff der Küstenwache                                            |
| Malaysia           | KD Perak (F173)           | Kedah-Klasse                  | Offshore Patrol Vessel                | seit 2006  | 6            | 1.850 t     | 91,1 m   | TRS-3D/16-ES                                                                    |
| Ägypten            |                           | Ambassador MK III-Klasse      | Flugkörperschnellboot                 | seit 2011  | 4            | 500 t       | 60,6 m   | TRS-3D/16, Raytheon-Lizenzbau                                                   |